# 浪漫ちっくストライク。
「浪漫ちっくストライク。」（ろまんちっくストライク）は、2009年7月22日にLantisから発売されたシングル。

## 概要
表題曲「浪漫ちっくストライク。」は、TBS系テレビアニメ『大正野球娘。』及び、それに関連したランティスウェブラジオ及び音泉で配信されているインターネットラジオ『大正野球娘。浪漫ちっくラジオ』のオープニングテーマになっている。
歌っているのは同アニメで鈴川小梅、小笠原晶子、川島乃枝、宗谷雪を演じている伊藤かな恵、中原麻衣、植田佳奈、能登麻美子の4人。カップリングには鈴川小梅（伊藤かな恵）と小笠原晶子（中原麻衣）によるキャラクターソング「キミとJUMPING」が収録されている。
ジャケットには、鈴川小梅、小笠原晶子、川島乃枝、宗谷雪がプリントされている。

## 収録曲
（全作詞：rino、編曲：大久保薫）
1. 浪漫ちっくストライク。 [4:20]
作曲：服部隆之
  - テレビアニメ『大正野球娘。』オープニングテーマ
  - Webラジオ『大正野球娘。浪漫ちっくラジオ』オープニングテーマ
2. キミとJUMPING [3:47]
歌：鈴川小梅（伊藤かな恵）、小笠原晶子（中原麻衣）
作曲：rino
3. 浪漫ちっくストライク。（instrumental）
4. キミとJUMPING（instrumental）

## 収録作品
| 収録作品名          | 曲名                              | 作品種類         | 発売日        |
| ------------------- | --------------------------------- | ---------------- | ------------- |
| 大正野球娘。 音楽集 | 浪漫ちっくストライク。（TV size） | サウンドトラック | 2009年10月7日 |